# Đorđe Vujadinović
Đorđe Vujadinović, född den 29 november i Smederevo, Kungariket Serbien (nuvarande Serbien), 1909 och död den 5 oktober 1990, var en serbisk fotbollsspelare. Vujadinović deltog bland annat i det första världsmästerskapet i fotboll 1930 med det jugoslaviska landslaget.

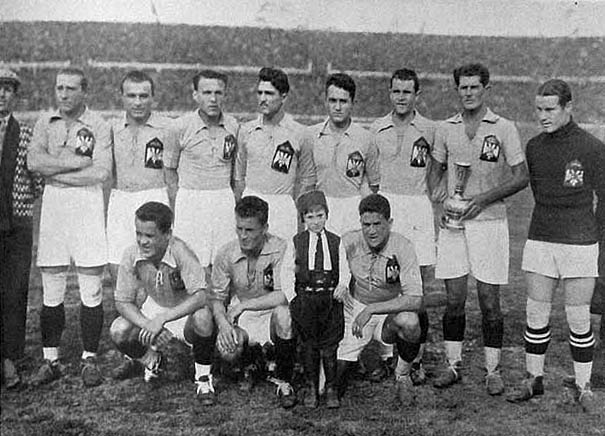
Jugoslaviska landslaget 1930. Vujadinović är fjärde man från vänster i bakersta raden.

## Klubbkarriär
Vujadinović debuterade 1928 för BSK Beograd i hemstaden Belgrad dit han hade flyttat som ung. Han kom att bli BSK trogen hela sin karriär och han var med under klubbens främsta framgångsperiod någonsin när de under 1930-talet blev jugoslaviska mästare fem gånger. Han spelade mer än 400 matcher för klubben. Han blev även erbjuden att få betalt för att spela för klubben, men tackade nej då han ansåg sig tjäna tillräckligt bra som bankman.

## Landslagskarriär
Vujadinović debuterade i landslaget 1929 och kom till slut att spela 44 matcher för landslaget. Han deltog i det första världsmästerskapet i fotboll 1930 i Uruguay där han spelade alla Jugoslaviens matcher och gjorde ett mål i gruppspelsmatchen mot Bolivia. Efter att Jugoslavien vunnit sin grupp före favoriterna Brasilien fick de möta hemmanationen Uruguay i semifinalen. Där blev det dock förlust med 6-1.

## Tränarkarriär
Efter sin spelarkarriär tränade Vujadinović ungdomslagen i storklubbarna FK Partizan och OFK Beograd och mellan 1960 och 1961 var han även huvudtränare för OFK:s seniorlag. Han var även tränare för Jugoslaviens U21-landslag.